# St George's Square

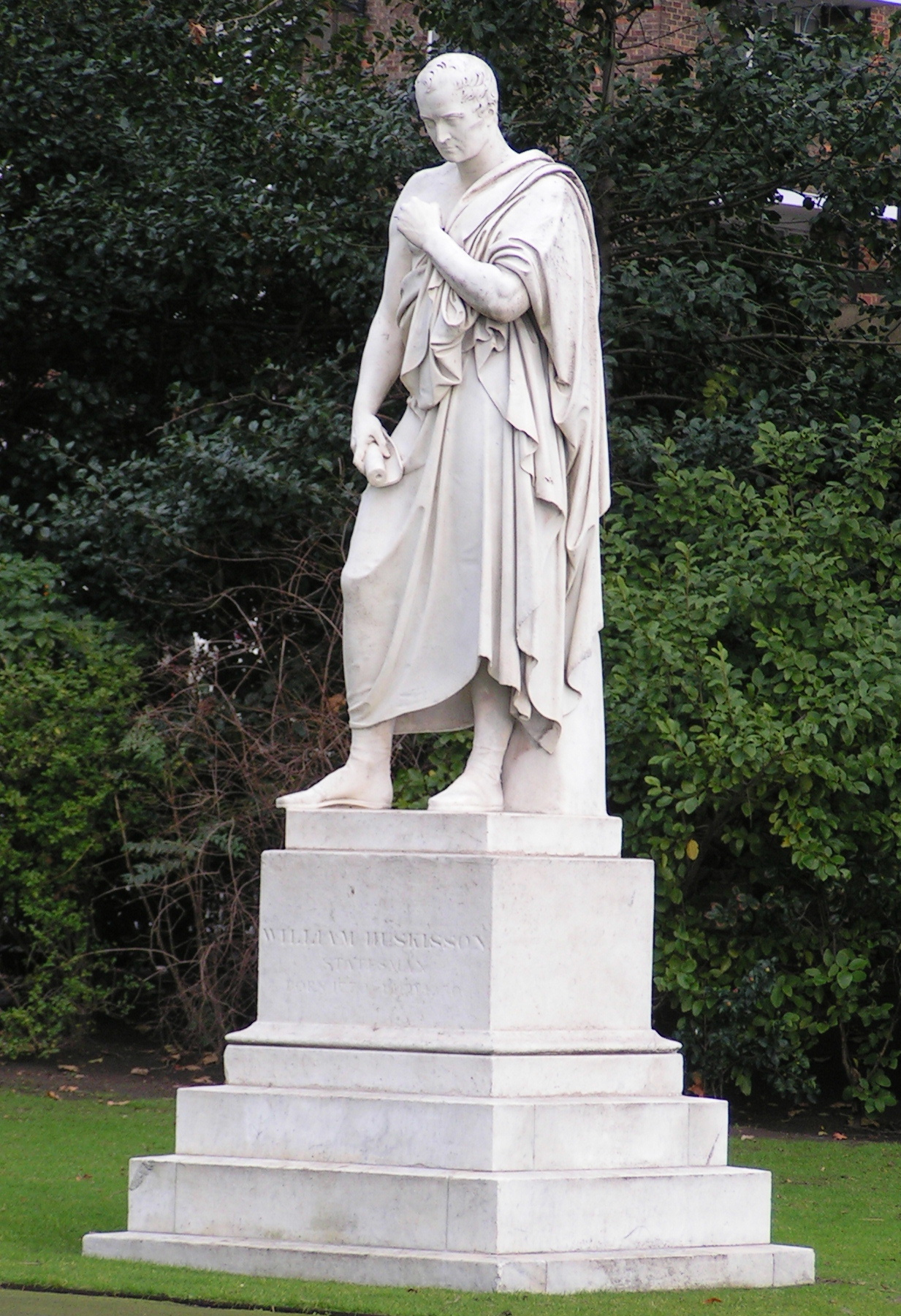
La statue de Huskisson dans les jardins de Pimlico par John Gibson (sculpteur)

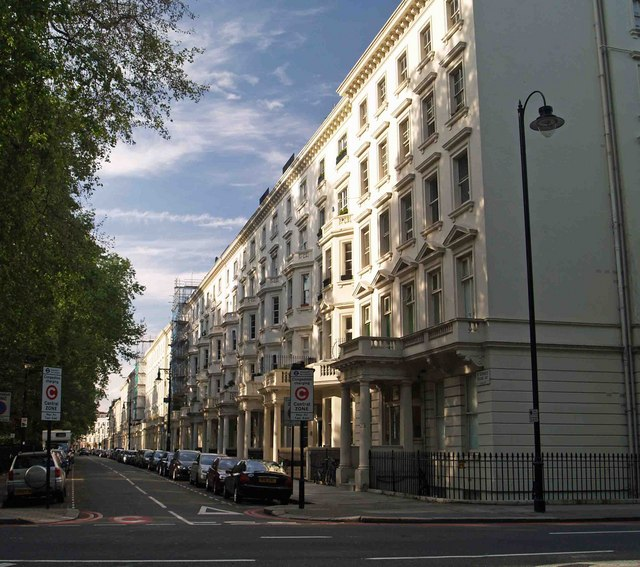
Maisons bordant un côté et quelques grands arbres en face

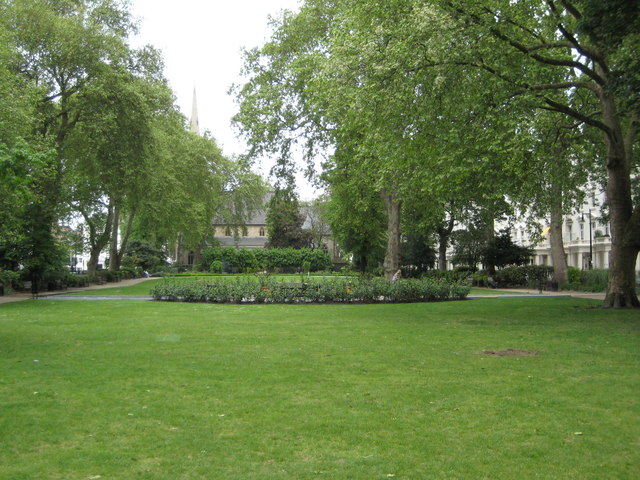
Vue le long des jardins publics et de l'église sur la même place, à l'arrière-plan.

St George's Square est une très longue place dans le quartier de Pimlico, à Londres, qui abrite les bâtiments d’une église dans sa zone centrale. La station de métro Pimlico est à une courte distance à l'est. Son côté nord-est est en fait Belgrave Road et le côté sud est l'artère Grosvenor Road bordée d'un petit jardin public situé en face de la Tamise. 

## Histoire
Le développement de Pimlico a été lancé en 1835 par le propriétaire, le marquis de Westminster, et le bâtiment a été supervisé par Thomas Cubitt, qui a également conçu les jardins. La place Saint-Georges a été aménagée à l'origine en 1839 sous la forme de deux rues parallèles nord-sud, mais en 1843, elle avait été transformée en un square officiel bordé de deux côtés longs et de deux côtés d'un angle au nord. C'était la première "place" résidentielle de Londres ouverte sur la Tamise. En 1854, les premiers habitants s'installèrent.  Entre les années 1840 et 1874, la place possédait une jetée, St George's Wharf. Au cours des dernières décennies, son service passait de vendeurs d’eau, dont le nombre était déjà faible, aux bateaux à vapeur.  

## Résidents
La place a eu beaucoup de résidents notables. L’auteur Bram Stoker mourut au numéro 26 en avril 1912, Dorothy L. Sayers vécut trois mois dans une pièce non meublée en 1920, l’auteur et joueur Stephen Potter vécut au numéro 56 en 1924 alors qu’il enseignait chez un crammer au numéro 68 et Anne Thackeray Ritchie, la fille aînée du romancier Makepeace Thackeray, s’est installée au numéro 109 de 1901 à 1912 

## Aujourd'hui
La forme générale et les bâtiments de Cubitt demeurent : maisons de ville en stuc blanc à quatre et cinq étages dont le nombre a été réduit. Il y a aujourd'hui plus de bâtiments à l'est qu'à l'ouest, où une cour d'école occupe une partie. Les maisons de ville sont presque toutes divisées en appartements,. Les réponses à une enquête démographique auprès des habitants de 2007 ont été publiées par les autorités locales : 34% des habitants sont âgés de 30 à 45 ans et le groupe ethnique dominant s'identifie comme étant de race blanche (75%).